# The Little Flames
The Little Flames foi uma banda de indie rock de Hoylake, Inglaterra. A banda era formada por Eva Petersen (vocais), Greg Mighall (bateria), Joe Edwards (baixo), Miles Kane (guitarra) e Mat Gregory (guitarra). Sua música pode ser melhor definida como indie rock com certa inspiração na década de 1960, levemente similar à The Coral. Os Arctic Monkeys são fãs da banda e já usaram camisetas dos Little Flames durante apresentações no teatro Astoria em Londres. A banda fez apresentações com outras bandas, como os Arctic Monkeys, The Coral, The Dead 60s e The Zutons.
Um cover de sua música "Put Your Dukes Up John" foi feito pelos Arctic Monkeys para o lado B de seu single, "Leave Before the Lights Come On".

## História
The Little Flames formou-se em dezembro de 2004, após os membros da banda serem apresentados uns aos outros pelo DJ de dub e punk rock, Babylon Fox. O tempo de vida da banda durou pouco, e separaram-se em 15 de maio de 2007, antes do lançamento de seu álbum de estréia, que continuou sem ter seu lançamento até que, em 4 de março de 2016, tal lançamento finalmente ocorreu. Miles Kane, Joe Edwards e Greg Mighall seguiram em frente e formaram The Rascals, enquanto Eva Petersen seguiu carreira solo. Mat Gregory, que era o compositor principal da banda, é um artista, compositor e músico atualmente vivendo no norte da Inglaterra. Ele continua a trabalhar em um número contínuo de projetos musicais. Miles Kane seguiu carreira solo desde que deixou The Rascals.

## Discografia

### Álbuns
- The Day Is Not Today (2016)[5]

### Singles
- "Goodbye Little Rose" (2004)
- "Put Your Dukes Up John" (2005)
- "Isobella" (2007)